# Foxton (Leicestershire)
Pour les articles homonymes, voir Foxton.
Foxton est une paroisse civile et un village du Leicestershire, en Angleterre.